# Эльснер, Фёдор Богданович
Барон Фёдор Богданович фон Эльснер (Фридрих-Готтлиб, Friedrich-Gottlieb, 1770, Силезия — 1832, Санкт-Петербург) — военный инженер, полковник и с 1820 года генерал-майор. В русской истории наиболее известен как преподаватель военных наук в Императорском Царскосельском Лицее в 1816—1819 годах.

## Биография
Происходил из немецких дворян Австрийской империи. Родился 30 ноября 1770 года в Нейсе. Его отец, Ханс Иоахим (1707?—1782?) — религиозный и политический деятель Речи Посполитой, последний старшина Богемских братьев в Речи Посполитой.
Окончил дворянскую военную академию в Лигнице и вступил в инженерный корпус прусской армии. В начале 1790-х годов был на польской службе. Сражался под командованием Тадеуша Костюшко (1746—1817) и был его адъютантом. При поражении восстания Костюшко в октябре 1794 года попал в русский плен. Перешёл на русскую службу в чине капитана в феврале 1795 года.
Несколько лет провёл в Шкловском кадетском корпусе преподавателем военных наук и инспектором классов. По прошению, 10 мая 1801 года был уволен от службы и в 1802 году, по рекомендации инженера генерал-майора Сухтелена принят преподавателем в Императорский Дерптский университет. В январе 1803 года утверждён экстраординарным профессором военных наук. В том же году вошёл в состав Комитета для наблюдения за постройкой университетских зданий. Был утверждён 18 июня 1804 года ординарным профессором; 1 августа 1805 года избран деканом 2-го и 4-го отделений философского факультета на один год, а 1 августа 1809 года снова деканом и членом академического апелляционного суда, также на один год.
Читал курсы математики, практической геометрии, анализа конечных величин, тактику, администрацию, артиллерию, фортификацию, топографию и их историю. Современники особо отмечали изготовленные им наглядные пособия — фортификационные модели и макеты. В 1809 году изготовил ряд моделей для Кадетского корпуса в Петербурге, за что был награждён орденом Владимира 4-й степени.
Участвовал в Отечественной войне 1812 года. В ноябре 1812 года был назначен обер-квартирмейстером и полковником армии корпуса маркиза Ф. О. Паулуччи, прикрывавшего Ригу. В 1813—1815 годах был военным комендантом Риги и Кёнигсберга.
В августе 1815 году Эльснер был определён в инженерный корпус с чином полковника. В 1816 году был назначен преподавателем военных наук в Царскосельский лицей и Лицейский Благородный пансион. Эльснер оставил заметный след в памяти лицейских воспитанников первого «пушкинского» курса: он назван в списке «200 нумеров» Михаил Яковлев; Модест Корф и Иван Пущин упомянули его в своих мемуарах. Его педагогический успех несомненен: двенадцать воспитанников первого курса по окончании Лицея вступили в военную службу.
С момента учреждения Главного Инженерного училища (Санкт-Петербург, Михайловский замок) Эльснер был в нём инспектором классов, затем помощником начальника (1820—1828), а с 1828 года и до своей смерти в 1832 году — директором.
Был масоном. В 1817—1821 годах член ложи «Петра к истине» в Петербурге.

Его курс «Полевая фортификация для Главного Инженерного училища» (СПб., 1824)п составлял часть физико-математических дисциплин. Эльснер ценил в военном инженере не только добросовестность и дисциплинированность, но и самостоятельность мысли и творческую инициативу:
Способ /…/ укреплять малые города требует столько расторопности и творческого ума, что невозможно постановить общих правил. /…/ Здесь дар изобретения должен заменять правила, и вероятно всегда в оном успеет, если не будет стеснен недостатком в средствах и времени, без которых нельзя ничего порядочного произвести; ибо поговорка «сделать как-нибудь» должна быть инженеру вовсе чужда.
Известно также его сочинение по строительному искусству (оригинал не обнаружен), переведённое на русский язык П. К. Ломновским.
Эльснер принял деятельное участие в обсуждении образовательной программы для военных инженеров. Он составил обширную записку, в которой изложил свой взгляд на характер и содержание научного образования в главном инженерном училище. Эльснер считал необходимым сочетание военных наук с гражданскими и считал военное искусство необходимым для лучшего понимания правил фортификации. Придавал большое значение преподаванию математики.
Похоронен на Волковом лютеранском кладбище в Петербурге.
Он имел ордена до Св. Анны 1-й степени включительно, неоднократно удостаивался Высочайших благодарностей и пожалован был в Курляндской губернии арендой и 5000 рублями ассигнациями.

## Семья и потомки
Имеются отрывочные и противоречивые сведения о его семье, детях и потомках. Согласно семейным данным, он был женат дважды.
Ревизские сказки г. Тарту за 1816 год и метрическая книга немецкого прихода г. Тарту называют имя первой жены Эльснера: Анна Доротея Бихен (или Узедовска; нем. Anna Dorothea Beehen или von Uzedowsky). Дети от первой жены — Иосиф (1794 — после 1840), Симон (1796—1865), Густав, Фёдор, Александр-Адельберт, Отто (1805—?), Матильда, Людвиг (1808—1861). Несколько детей умерли в младенчестве. Вторая жена — Мария, урождённая фон Манштейн.
Внук Константин Оттович Эльснер (1853—1915) отличился в русско-турецкой войне 1877—1878 годов. Другой внук, сын старшего Иосифа, Евгений Феликсович Эльснер (1867—1930) — генерал-лейтенант, один из основателей Добровольческой армии.

## Комментарии
1. ↑  Семён Фёдорович Эльснер родился в Витебске в 1796 году. Учился в Дерптском университете и Главном инженерном училище. Участвовал в войне шестой коалиции (1813—1814) и в Кавказских войнах (1817—1864). В 1841 году произведён в майоры. Был городничим Малоярославца и Перемышля (1845—1850), поицмейстером в Смоленске (1850—1851), городничим г. Поречье (1859—1863).
2. ↑  Отто Фёдорович Эльснер родился 10 ноября 1805 года в Дерпте. В 1828 году был выпущен из Благородного пансиона при Царскосельском лицее. В 1850 году был назначен инспектором Витебской гимназии, в 1851 году — директором Херсонской гимназии. Его сыновья: Константин и Анатолий.